# Ловушка на луне
«Ловушка на луне» — научно-фантастический фильм 1989 года режиссёра Роберта Дайка.

## Сюжет
Два астронавта НАСА (Джейсон Грант и Рей Таннер) в своём очередном полёте обнаруживает инопланетный космический корабль, курсирующий по орбите между нашей планетой и Луной. Высадившись на него они находят иссохший труп инопланетянина и металлическое устройство размером с мяч для регби. Они забирают это с собой на Землю, где учёные выясняют, что трупу уже около 14000 лет.
В то же время устройство активируется и использует труп для создания массивного робота, который начал охотиться на людей. Заинтересовавшиеся произошедшим военные и учёные посылают на Луну (которую стали подозревать в этом) экспедицию в составе всё тех же двух человек. Результаты прочёсывания лунного грунта не заставили себя ждать — было найдено строение, куда астронавты в итоге зашли. Внутри они обнаружили скелет, а рядом с ним стояла криогенная камера, в которой находилась симпатичная девушка, пробывшая в таком состоянии 14000 лет. Она быстро пришла в себя и, надев своё обмундирование, побрела вместе с Джейсоном и Реем на выход, когда на них напал паукообразный робот.
Уничтожив его, исследователи поняли, что пора возвращаться. Однако на месте прилунения корабля не оказалось, и стало ясно, что астронавтам предстоит бороться за свои жизни не только с обстоятельствами, но и с инопланетной расой пришельцев, которая все эти тысячелетия мечтала завоевать Землю. Попавший в их руки космический корабль НАСА, оказался как нельзя кстати.